# Kanojo × Kanojo × Kanojo
Kanojo × Kanojo × Kanojo: Sanshimai to no Dokidoki Kyōdō Seikatsu (яп. 彼女×彼女×彼女～三姉妹とのドキドキ共同生活～) — японський еротичний візуальний роман, розроблений Crossnet і випущений 30 травня 2008 року для Windows, перевипущений для випущено для PlayStation Portable та як DVD TV-відеогра. Продовження під назвою Kanojo × Kanojo × Kanojo Dokidoki Full Throttle! випущено 27 лютого 2009 року для Windows, а пізніше теж для PSP та DVD TV. Історія розповідає про Сікі Харуомі, який починає жити з трьома прекрасними сестрами після виверження вулкана на його рідному острові.
В рік виходу посіла 6-те місце як найпродаваніша візуальна новела за місяць і рік за Getchu.com. Ігровий процес пропонує гравцю розгалужену сюжетні лінію, яка заздалегідь визначені сценарії взаємодії та зосереджується на трьох головних героїнях. 2009 року серія адаптована в OVA-хентай у три епізоди.